# Cesare Milanese
Cesare Milanese (San Stino di Livenza, 1930) è uno scrittore italiano.

## Biografia
Autore e critico letterario. Studioso di problemi d'estetica, pratica l'accostamento della scrittura letteraria alla scrittura filosofica sulla base di una ricerca ermeneutica a impostazione prevalentemente fenomenologica.
Come giornalista ha scritto su Quindici, l'Espresso, Il Messaggero, Mondoperaio, Avanti!, Rinascita, Paese Sera, L'Ora di Palermo, L'Umanità, Le Nuove ragioni del socialismo, Il Riformista, e ha collaborato alla RAI dal 1965. Ha svolto attività editoriale in Feltrinelli, SugarCo e Newton Compton.

## Opere
- Principi generali della guerra rivoluzionaria, Feltrinelli, 1970;
- Luca Ronconi e la realtà del teatro, Feltrinelli, 1973;
- Doctor Dürer, La città di Riga, 1976;
- Il tempo e l'ora, Spirali, 1981;
- Gli uranidi. Dal genio di Albrecht Dürer, Ripostes, 1983;
- Da Parmenide, Empiria, 1986;
- Lo spirito della moda, RAI, 1987;
- Empedocle, Empiria, 1989;
- Serata Valéry, Metateatro di Pippo Di Marca, 1990;
- La tela, Feltrinelli, 1998;
- Sul teatro e dintorni, Hortus Musicus, 2003-2005;
- Qui è Platone che parla, Metateatro di Pippo Di Marca, 2006.
- Storia e preistoria, edizione elettronica, "La città e le stelle", 2011;
- La battaglia del Tagliamento, edizione elettronica, "La città e le stelle", 2011.

Come critico letterario e saggista ha curato, tra l'altro:
- Michel Foucault, Scritti letterari, Feltrinelli, 1971;
- Salvatore Quasimodo, Poesie, Newton Compton, 1982;
- Gaston Boissier, La fine del mondo pagano, SugarCo, 1989;
- La letteratura nell'era dell'informatica, Bevivino Editore, 2007.